# Plaine-Haute
Plaine-Haute (tiếng Breton: Plenaod, Gallo: Plenautt) là một xã của tỉnh Côtes-d’Armor, thuộc vùng Bretagne, tây bắc Pháp.

## Dân số
Người dân ở Plaine-Haute được gọi là Plénaltais.